# Tota
Tota es un municipio colombiano ubicado en la provincia de Sugamuxi en el departamento de Boyacá. Está situado a unos 40 km de la ciudad de Sogamoso y comparte la laguna de Tota con los municipios de Cuítiva y Aquitania. Es el municipio más antiguo de Boyacá según su año de fundación.
El municipio limita por el norte con Cuítiva, por el oriente con Aquitania, por el occidente con Pesca y por el sur con Zetaquira y San Eduardo.

## Geografía

Playa Blanca, Boyacá.

El municipio de Tota bordea la parte meridional del Lago de Tota desde la península de Puntalarga hasta el nacimiento del Río Upía y posee plataforma lacustre en el mismo. Está conformado por las siguientes veredas
Veredas interiores
- Centro
- Corales
- Daisy
- Ranchería
- Romero
- Sunguvita
- Tobal
- Toquecha

Veredas costeras
- Guáquira, allí se encuentra la península de Puntalarga
- Tota
- La Puerta, donde se encuentra Playa Blanca

## Economía
Los principales factores de ingreso económico de Tota son la agricultura, la ganadería, la piscicultura y el turismo. Dentro de la agricultura se destacan la cebolla, la papa, la arveja, la cebada, el trigo, las habas y la zanahoria. La industria turística se sustenta por la presencia de Playa Blanca, la playa más concurrida del departamento, y situada en la zona suroccidental del Lago de Tota a 3015 m s. n. m.